# Aschheim-Zondek-Reaktion
Die Aschheim-Zondek-Reaktion (AZR), benannt nach den Gynäkologen Selmar Aschheim (1878–1965) und Bernhard Zondek (1891–1966), war ein von 1927 bis 1960 häufig eingesetzter biologischer Schwangerschaftstest: Anhand der Ausschüttung des Hormons Choriongonadotropin konnte in einem frühen Stadium die Schwangerschaft einer Frau festgestellt werden.

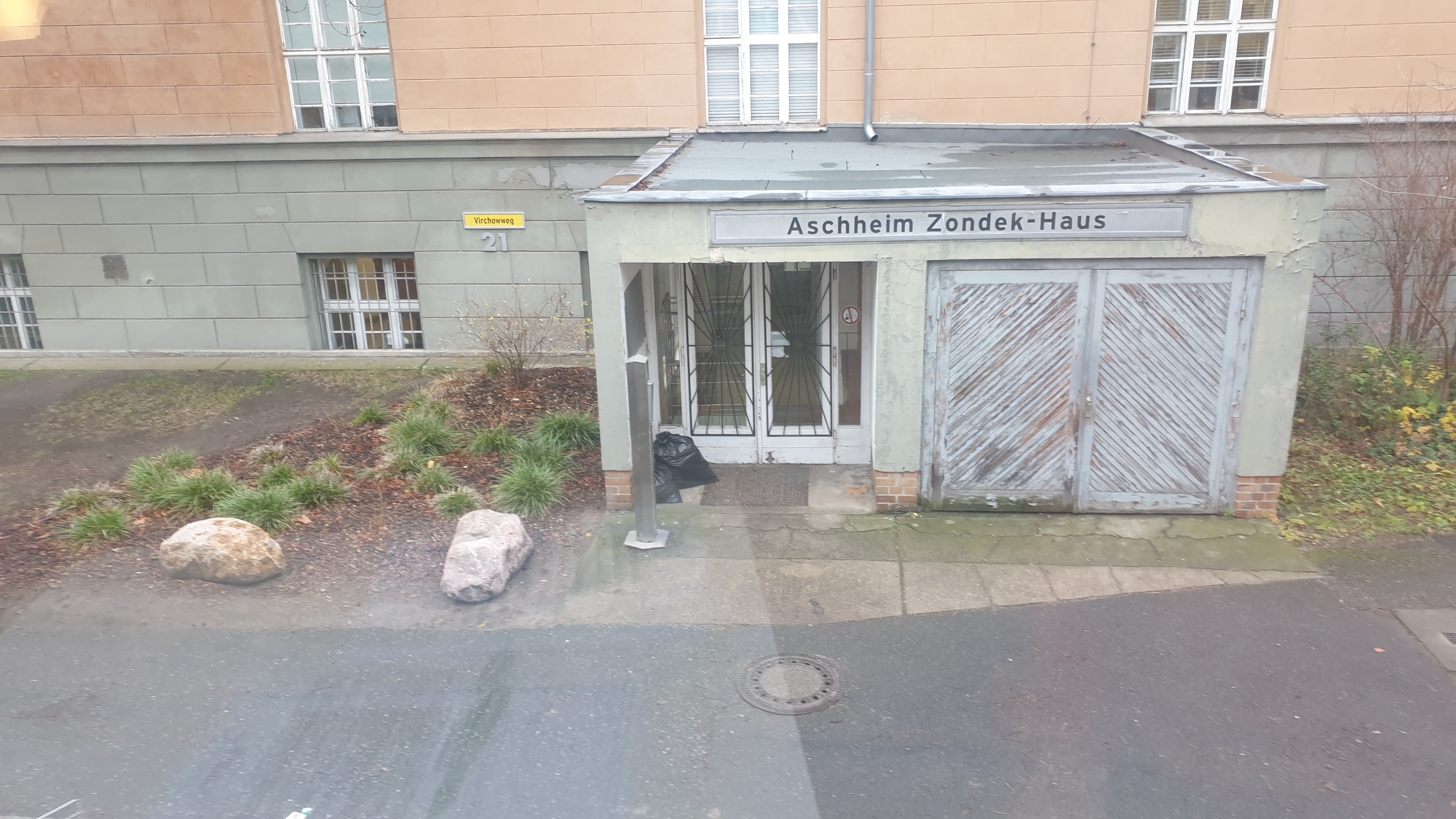
Aschheim Zondek-Haus in der Charité Berlin

## Methode

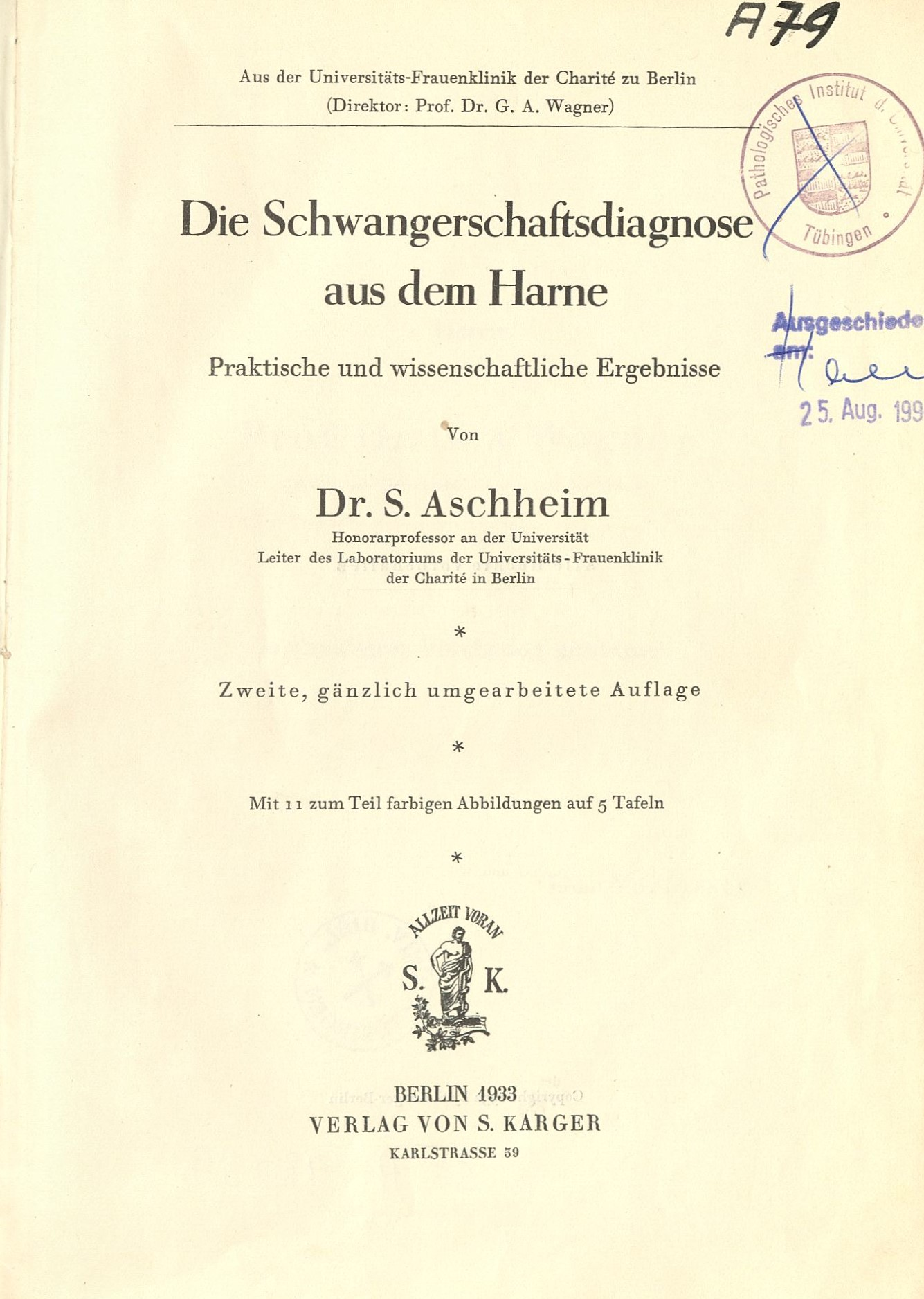
Selmar Aschheim: Schwangerschaftsdiagnose (1933)

Beim Test wurde etwas morgendlicher Urin der zu untersuchenden Frau einigen jungen (infantilen) weiblichen Mäusen unter die Haut gespritzt. Deswegen wurde der Nachweis auch Mäusetest genannt. Wenn das Schwangerschaftshormon im menschlichen Urin enthalten war, dann reagierten die Eierstöcke der Mäuse nach 48 Stunden mit einem Eisprung. Er zeigte an, dass die Frau wahrscheinlich schwanger war. Der Nachweis erforderte jedoch die Obduktion der Versuchstiere – im Gegensatz zum Froschtest, einer ebenfalls obsoleten Methode zur frühen Erkennung einer Schwangerschaft, bei der die Tiere nicht getötet wurden.
Ebenfalls veraltet ist der Friedman-Test. Hierbei geschah der Nachweis einer Schwangerschaft durch die Reaktion der Eierstöcke eines Kaninchens auf menschlichen Urin.
In Folge 1  der 3. Staffel der TV-Serie Babylon Berlin  wird Helga Rath dabei gezeigt, wie sie in Zondeks Praxis eine Urinprobe abgegeben hat und das Weitere abwartet. An der Wand sieht sie die Darstellung einer aufgeschnittenen Maus mit der Überschrift: Die Aschheim-Zondek-Reaktion. Sie fragt die Laborschwester nach dem weiteren Ablauf, bekommt ihn erklärt und auf dem Fensterbrett ein paar Mäuse in einem Käfig gezeigt. Das für die Untersuchung ein Tier seziert werden würde, wird nicht explizit gesagt. Sie soll Ende der nächste Woche wiederkommen.
In Alfred Anderschs Roman Die Rote vermutet die Protagonistin Franziska eine Schwangerschaft. Deswegen konsultiert sie in Venedig den Gynäkologen Campo Manin Alessandri, den ihr der Schmuckhändler Aldo Lopez empfohlen hat. Der Arzt Alessandri sagt abschließend zu seiner Patientin: In diesem Frühstadium hat es keinen Zweck, daß ich sie untersuche, da können wir nur den Mäusetest machen.